# Víctor Manuel Román y Reyes
Víctor Manuel Román y Reyes (1872-1950) - nikaraguański polityk, wuj i zwolennik Anastasio Somozy Garcii, minister finansów, później - w 1944 - minister spraw zagranicznych, po obaleniu przez Somozę Leonardo Argüello wybrany na jego następcę, zmarł na atak serca w czasie pełnienia urzędu.